# 集合范畴
在範疇論這個數學領域中，集合範疇（標記為 Set）是一個對象為集合的範疇。集合 A 及 B 之間的態射族包含所有從 A 映射至 B 的函數。
集合範疇是許多其他範疇（如其態射為群同態的群範疇）的基礎，這些範疇均是在集合範疇的對象上附加其他結構，並限制其態射為特定函數而成。

## 證明集合範疇為範疇
已知一數學物件具有對象及態射，若該數學物件存在一態射複合，滿足結合律，且具單位態射的話，則此數學物件為一範疇。
對任意三對象A、B 及 C，取任意兩函數f∈hom(A,B) 及g∈hom(B,C)，可知其函數複合g o f 為由A 映射至C 的函數，故g o f∈hom(A,C)。
因此，此集合範疇之函數複合為態射複合。
函數複合滿足結合律，且具單位函數，因此集合範疇為一範疇。

## 性質
由于罗素悖论，即所有集合的全体不能作为一个集合而存在，Set的对象类为一真类。故Set为大范畴。
Set的满态射为满射函数，单态射为单射函数，同构态射为双射函数。
Set的始对象为空集，终对象为任意单元素集合。Set无零对象。
Set为完全和上完全范畴。Set的积为集合的笛卡儿积；上积为不相交并：给定一组集合 Ai（i ∈ I），其上积可构造为Ai×{i}的並集。这里与{i}的笛卡儿积保证了各集合不相交。
Set是具体范畴的原型；任何具体范畴均在某些方面类似Set。
Set中任意一个二元素集合是一分类子。集合A的幂对象为其幂集。从A到B的指数对象为从A到B函数的集合。因此，Set为一拓撲斯 (且为笛卡儿闭)。
Set既非阿贝尔范畴，也非加法范畴或预加性范畴。Set无零态射。
任一Set的非始对象为单射对象，也为投射对象。